# Giuseppe Malerbi
Giuseppe Malerbi (Viareggio, 19 marzo 1911 – Viareggio, ottobre 2004) è stato un calciatore italiano, di ruolo portiere.

## Carriera
Dopo gli inizi di carriera con la Torrelaghese di Torre del Lago Puccini, passò al Viareggio. Nella stagione 1936-1937 ha giocato 16 partite in Serie B con la maglia del Viareggio.
A fine campionato, dopo la retrocessione in Serie C della formazione toscana, è passato allo Spezia, con cui nella stagione 1937-1938 ha subito 34 gol in 27 presenze nel campionato di Serie B.
Nell'annata seguente ha invece disputato 15 partite nella serie cadetta, nel corso delle quali ha subito complessivamente 18 reti. A fine anno lo Spezia è retrocesso in Serie C, categoria in cui Malerbi è rimasto per una stagione come secondo portiere, subendo 3 gol nelle 2 partite giocate in campionato. Durante l'estate 1940 è stato messo in lista di trasferimento dalla società ligure.
Nella stagione successiva è stato il portiere titolare del Perugia in Serie C. Rimase con gli umbri fino alla stagione 1942-1943.
Disputò poi il Campionato romano di guerra 1943-1944 nel Trastevere, e il Campionato toscano di guerra nell'Empoli.
Ha giocato in Serie B anche con le maglie di Perugia e Pisa, con cui ha disputato complessivamente 28 partite fra il campionato misto di B e C nella stagione 1945-1946 ed il campionato di Serie B nella stagione 1946-1947.

## Palmarès

### Club

#### Competizioni nazionali
- Serie C: 1

Spezia: 1939-1940